# Chilly (Somme)
Chilly é uma comuna francesa na região administrativa de Altos da França, no departamento de Somme. Estende-se por uma área de 4,85 km². Em 2010 a comuna tinha 183 habitantes (densidade: 37,7 hab./km²).